# Autostrada M77
Autostrada M77- autostrada w Szkocji z Glasgow do Kilmarnock łącząca południowo-zachodnią Szkocję z Glasgow.